# 1785 az irodalomban
Az 1785. év az irodalomban.

## Megjelent új művek

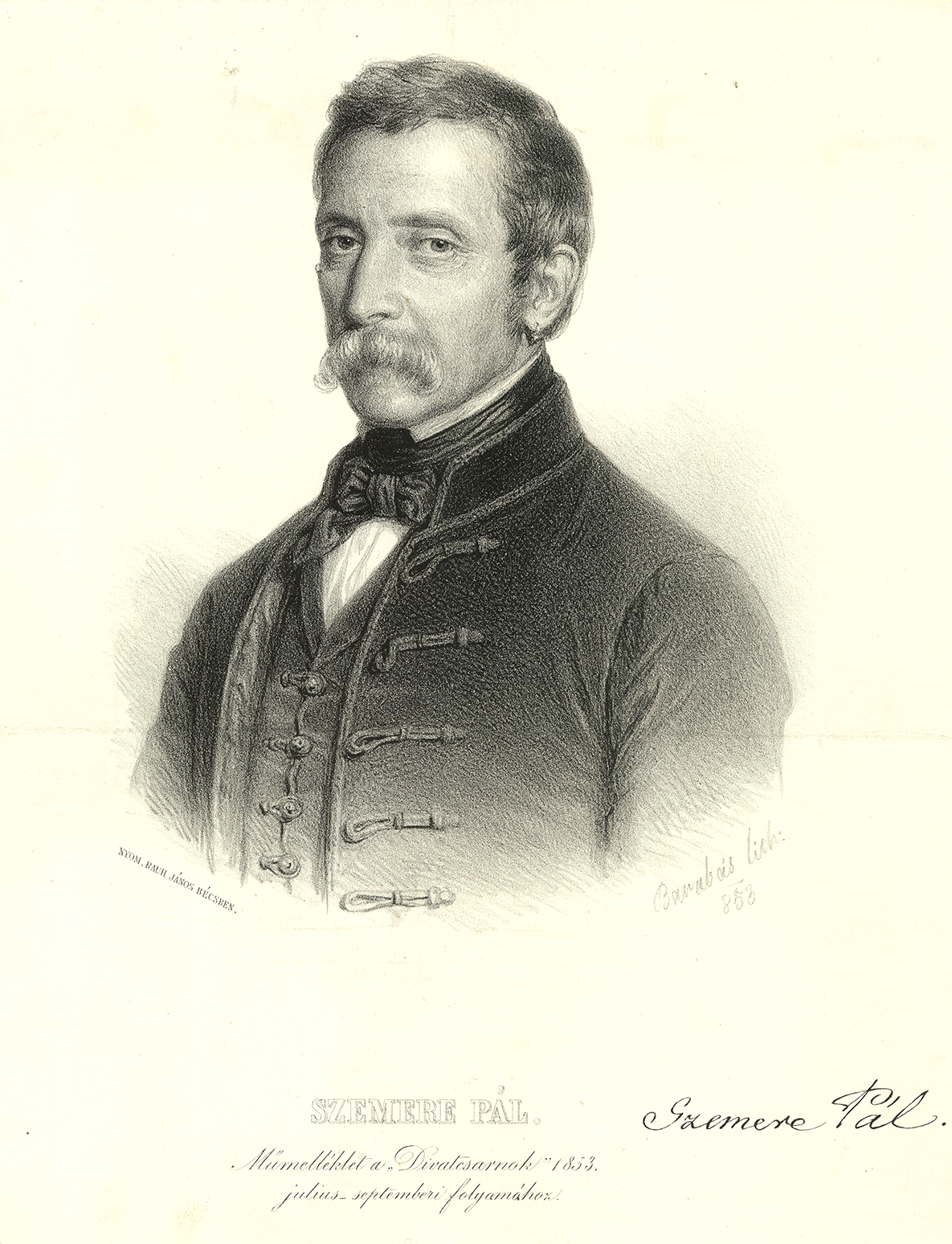
Szemere Pál

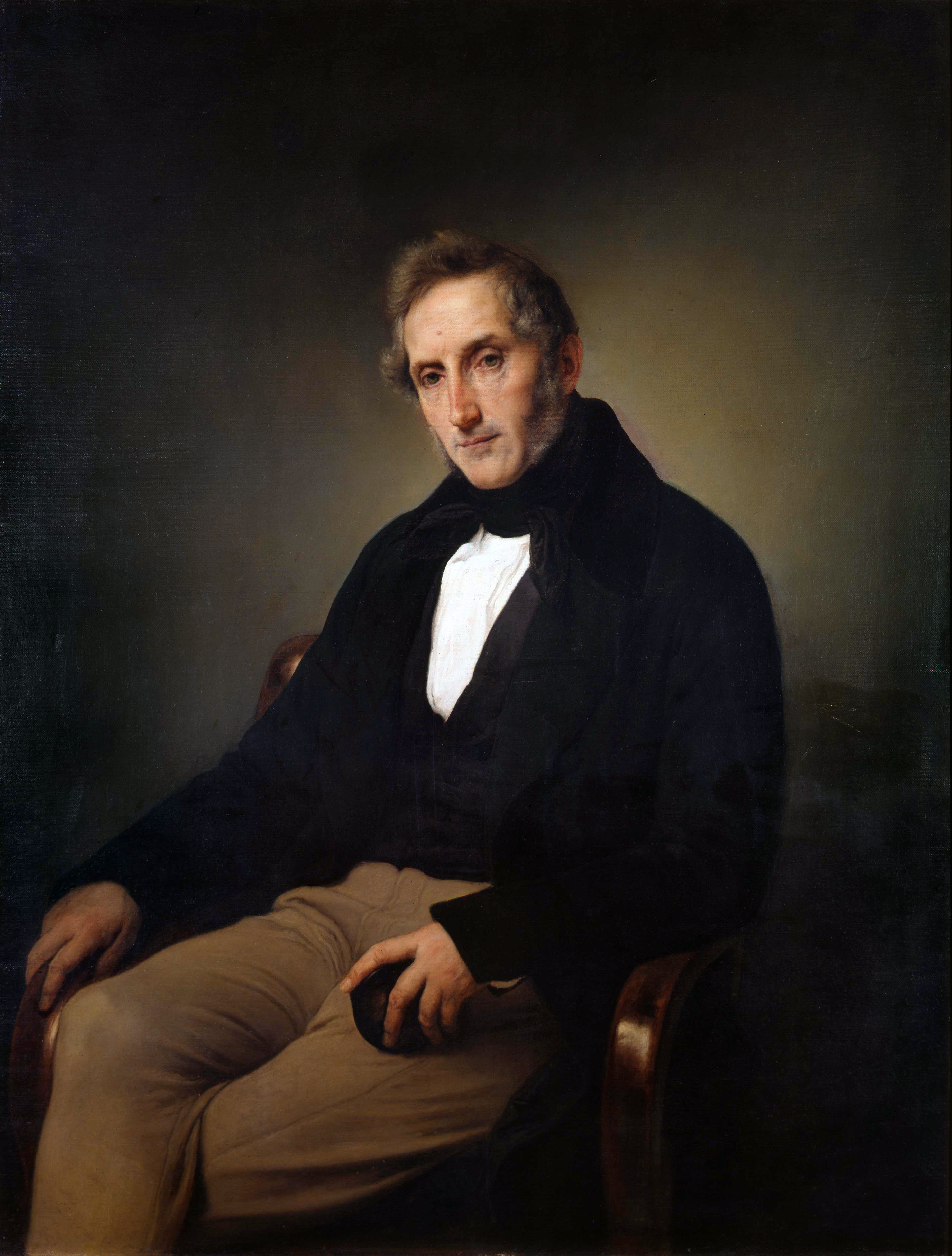
Alessandro Manzoni

- William Cooper hat könyvre tagolt terjedelmes költeménye: The Task (A feladat), „az angol költészet egyik legintimebb hangú, legderűsebb alkotása.”[1]

## Születések
- január 4. – Jacob Grimm német nyelvész, irodalomtudós, Wilhelm Grimm bátyja  († 1863)
- február 19. – Szemere Pál magyar költő († 1861)
- március 7. – Alessandro Manzoni gróf, olasz költő, író, az olasz irodalom kimagasló egyénisége, A jegyesek című regény írója († 1873)
- április 4. – Bettina von Arnim német romantikus írónő († 1859)
- augusztus 15. – Thomas De Quincey angol esszéíró († 1859)
- október 18. – Thomas Love Peacock angol író, kedvelt szatirikus regények szerzője († 1866)
- december 1. – Döbrentei Gábor magyar költő, fordító, szerkesztő († 1851)

## Halálozások
- augusztus 31. – Pietro Chiari olasz író, színműíró (* 1712)